# Typologia osobowości Floriana Znanieckiego
Typologia osobowości Floriana Znanieckiego – kategorie typologiczne osobowości społecznej, wyróżnione przez Floriana Znanieckiego.
Znaniecki na podstawie badań określił następujące typy osobowości:
- człowiek zabawy – kształtuje się pod wpływem kręgu ludzi, którzy mają dużo czasu. Praca dla nich to zabawa. Najważniejsze jest przestrzeganie zasad gry.
- człowiek pracy – kształtował się wśród ludzi zajmujących się pracą fizyczną. Traktowali oni pracę jako źródło pieniędzy, środków do życia.
- człowiek dobrze wychowany – kształtował się wśród inteligencji.
- człowiek zboczeniec (dewiant) – czyli taki, który się wyróżnia od innych, niekoniecznie na minus, może to być także geniusz czy artysta.

## Człowiek zboczeniec
Kategoria określa osoby, które nie podpadały pod żaden z innych typów osobowości w jego koncepcji, tj. ludzi dobrze wychowanych, ludzi pracy czy ludzi zabawy, a które odchylają się od normalności, pełniąc nieodpowiednie dla siebie role. Jako normalność Znaniecki rozumiał takie przystosowanie jednostki do społeczeństwa, w którym zarówno działanie jednostki jest zgodne z normami przyjętymi w danym systemie kulturalnym i zachowanie jednostki względem innych osób w kręgach społecznych jest normatywnie uporządkowane.
W koncepcji Znanieckiego wyróżnione zostały w tej kategorii dwa podtypy: zboczeniec nadnormalny i zboczeniec podnormalny. W przypadku osób odchylających się od normalności wyróżnił podnormalność, czyli odchylenie w dół, polegające na braku umiejętności przystosowania się do panujących systemów kulturowych lub niechęci do przystosowania się oraz nadnormalność, czyli odchylenie w górę, polegające na takim wczuciu się w przypisaną jednostce rolę, że wykonuje ona ją lepiej, niż wymaga tego wzór osobowy. Oba typy ludzi zboczeńców w całej ich biografii odchylają się od przyjętych w środowisku norm, buntując się przeciwko nim oraz przeciw narzucanym im funkcjom społecznym we wszystkich kręgach społecznych w jakich się znajdują. W tej formie buntu, zboczeniec podnormalny odrzuca tylko dany porządek normatywny, próbując się spod niego wyłamywać, natomiast zboczeniec nadnormalny poprzez swoje działania stara się zmieniać istniejący porządek. Skłonność do buntowania się przeciwko porządkowi u obu tych typów jest stałą predyspozycją w ich biografiach.
W biografiach zboczeńców nadnormalnych Znaniecki zauważył, iż wcześnie stykali się oni z innymi kręgami kulturowymi, do których nie mogli przynależeć, oraz że wywierali na nich wpływ inni zboczeńcy nadnormalni. Cechą charakterystyczną tego podtypu jest to, że podejmuje on działania na własną rękę, wytyczając sobie cel i uczy się wykorzystywać odpowiednie środki dla jego realizacji. Często tego typu osoby stają się wybitne, ponadprzeciętne, dzięki uporczywemu samorozwojowi. Odstępstwo od normalności jest tu też czynnikiem determinującym potencjał twórczy tego typu osób. Ich osobowość ogniskuje się wokół zadania jakie sobie postawili, przez co niejednokrotnie reprezentują oni fanatyzm ideowy.
Do zboczeńców nadnormalnych Znaniecki zaliczył m.in. Kartezjusza, Józefa Piłsudskiego, Adama Mickiewicza, Immanuela Kanta czy Mussoliniego.

## Człowiek dobrze wychowany
Kategoria ta określa osoby, których dzieciństwo i młodość były kontrolowane przez kręgi wychowawcze, a dodatkowo w tym okresie życia nie pracowały. Jednostka taka w życiu dorosłym skoncentrowana jest na budowaniu opinii o sobie we własnym środowisku, ma silnie rozbudowana jaźń odzwierciedloną. Uznaje ona te oceny na własny temat, które tworzone są w istotnych dla niego środowiskach, a innowacje przyjmuje o ile są one akceptowane przez znaczące dla niej autorytety.
Wychowanie w kręgach wychowawczych przez Znanieckiego jest ujmowane także jako przygotowanie jednostki do pełnienia przyszłych ról społecznych, których odgrywania w przyszłości oczekuje grupa społeczna (rodzina, szkoła, kościół, krąg sąsiedzki), która tę jednostkę wychowuje. Jednostka uczy się ról społecznych, które ma odgrywać w przyszłości w sposób pożądany. Kręgi osób starszych nie tylko bezpośrednio wpływają wychowawczo na jednostkę, ale także pośrednio poprzez regulację stosunków społecznych między młodymi osobami. Osoba podlegająca wychowaniu zarówno przyswaja idee i normy, zgodnie z którymi ma działać w przyszłości jak i takie, zgodnie z którymi ma działać w teraźniejszości. W przypadku, gdy w przyszłym życiu następują rozbieżności między rolami, jakie jednostka realistycznie odgrywa, a tym jak została przygotowana do pełnienia ról, znajduje się ona nadal w fazie "przygotowawczej".
Ludzie dobrze wychowani mają tendencję do tworzenia zamkniętych kręgów, które pozwalają im na nie stykanie się ze środowiskami, których opinie o sobie samych ignorują. W dorosłym życiu stanowią oni podłoże elity wychowania.

## Człowiek pracy
Kategoria określa osoby, które zaczęły pracować we wczesnej młodości, także pomocniczo, co spowodowało, że zarówno kręgi wychowawcze jak i kręgi zabawy szybko przestały mieć na nie wpływ. Jest to kategoria znacznie zróżnicowana, ze względu na wiele specjalizacji i różnych środowisk pracy.
W odróżnieniu od „ludzi dobrze wychowanych”, ludzie pracy w swoim środowisku nie są przygotowywani do przyszłych ról, jakie mają odgrywać, a ról tych uczą się od początku w teraźniejszości, będąc pomocnikami w pracy czy młodocianymi pracownikami. Ich stosunek do pracy zdominowany jest przez poczucie obowiązku i użyteczności pracy. Ludźmi pracy w tym rozumieniu nie są wszystkie osoby pracujące. Jednostki tego typu w kręgach pracy, zarówno w przedsiębiorstwach, jak i rodzinie rolniczej podlegają kontroli ze względu na ekonomiczne, użyteczne dla grupy, efekty ich działania. W początkowym okresie pracy osoby młodociane muszą podlegać zarówno grupie, jak i poszczególnym osobom, znajdującym się wyżej w układzie hierarchicznym, nie mogąc rozwijać własnej inicjatywy. Dla człowieka pracy postrzeganie świata odbywa się przez pryzmat hierarchii i pozycji ekonomicznych, a nie, jak w przypadku człowieka dobrze wychowanego, przez pryzmat własnego systemu wartości.

## Człowiek zabawy
Kategoria określa osoby, które w dzieciństwie i młodości podlegały głównie grupom rówieśniczym, w kręgach zabawy z małą kontrolą osób starszych. W życiu dorosłym tego typu osoby związane są z polityką, prowadzeniem "życia towarzyskiego", czy także wojen. Wojna i polityka są zracjonalizowanymi formami zabaw dziecięcych.
Zabawa jest przez Znanieckiego charakteryzowana jako czynność, która nie jest działaniem nastawionym na to, by jego wytwory miały czemuś służyć w przyszłości, ale ona sama jest czynnością, która jest wartościowana przez uczestników. Zespoły zabawowe są powszechne w społeczeństwach pierwotnych, a w społeczeństwach nowoczesnych tworzone są one jedynie w czasie wolnym od pracy, do którego zaprzęgane są osoby młode przez rodziców. Wyróżnione zostały przez Znanieckiego dwa rodzaje ludzi zabawy: osoby, które w dzieciństwie miały mniejszą kontrolę bardzo zamożnych rodziców oraz osoby z kręgu proletariatu, które "wyzwoliły się" z pracy, zajmując się rabunkiem, kradzieżą, sztuką czy innymi działaniami pozwalającymi im na zarabianie pieniędzy poza pracą najemną. W przypadku kręgu zabawowego, jednostka nie ma trwałych zadań do wykonania, ale musi dostosowywać się do pozostałych uczestników zabawy, natomiast krąg wymyśla nowe zabawy, w którym wszyscy uczestniczą.